# Нивиска (гмина)
Нивиска (пол. Niwiska) — сельская гмина (волость) в Польше, входит как административная единица в Кольбушовский повет, Подкарпатское воеводство. Население — 5927 человек (на 2005 год).

## Демография
| Перепись                       | Всего   | Всего | Женщины | Женщины | Мужчины | Мужчины |
| ------------------------------ | ------- | ----- | ------- | ------- | ------- | ------- |
| Единицы                        | человек | %     | человек | %       | человек | %       |
| Население                      | 5783    | 100   | 2909    | 50,3    | 2874    | 49,7    |
| Плотность населения (чел./км²) | 60,8    | 60,8  | 30,6    | 30,6    | 30,2    | 30,2    |

## Сельские округа
1. Хуцина
2. Хуциско
3. Косовы
4. Леще
5. Нивиска
6. Пшиленк
7. Седлянка
8. Тшеснь
9. Заполе

## Соседние гмины
1. Гмина Цмоляс
2. Гмина Кольбушова
3. Гмина Мелец
4. Гмина Острув
5. Гмина Пшецлав
6. Гмина Сендзишув-Малопольски